# El rey de Lahore
El rey de Lahore (título original en francés, Le Roi de Lahore) es una ópera en cinco actos con música de Jules Massenet y libreto en francés de Louis Gallet. Se estrenó en el Palais Garnier en París el 27 de abril de 1877.
El rey de Lahore es la tercera ópera de Massenet y fue su primer gran éxito en París, realizándose representaciones por toda Europa y haciendo que llegue a ser una de las más populares de los compositores de la época.
En un año del estreno la ópera fue representada, por ejemplo, en Turín, Roma, Bolonia, y Venecia. La Royal Opera House, Covent Garden, la presentó en Londres en el año 1879, y en 1906 se estrenó en Montecarlo.
Para cuando se estrenó en la Metropolitan Opera en 1924, sin embargo, El rey de Lahore en particular, y el estilo de Massenet de la ópera romántica en general, había pasado de moda de manera que sólo tuvo seis representaciones y nunca se ha repuesto allí desde entonces.
Una reposición reciente es la del Teatro La Fenice en Venecia en 2005 bajo la batuta de Marcello Viotti, representación que fue lanzada en CD y DVD.

## Personajes
| Personaje                       | Tesitura     | Reparto del estreno, 27 de abril de 1877 (Director: Édouard Deldevez) |
| ------------------------------- | ------------ | --------------------------------------------------------------------- |
| Sitâ, sacerdotisa de Indra      | soprano      | Josephine de Reszke                                                   |
| Kaled, el criado del rey        | mezzosoprano | Jeanne Fouquet                                                        |
| Alim, rey de Lahore             | tenor        | Marius Salomon                                                        |
| Scindia, ministro de Alim       | barítono     | Jean Lassalle                                                         |
| Timour, sumo sacerdote de Indra | bajo         | Auguste Boudouresque                                                  |
| Indra, una deidad hindú         | bajo         | Georges-François Menu                                                 |

## Grabaciones
| Año  | Reparto (Sitâ, Alim, Scindia)                         | Director, Teatro de ópera y orquesta                  | Sello discográfico                                    |
| ---- | ----------------------------------------------------- | ----------------------------------------------------- | ----------------------------------------------------- |
| 1979 | Joan Sutherland, Luis Lima, Sherrill Milnes           | Richard Bonynge, Coro y orquesta Filarmónica Nacional | Audio CD: 433 851-2 Decca, DDD, tiempo total 146 min. |
| 2004 | Ana María Sánchez, Giuseppe Gipali, Vladimir Stoyanov | Marcello Viotti, Coro y orquesta Teatro La Fenice     | Audio CD: Dynamic                                     |